# ニックナック
『ニックナック』（原題：Knick Knack）は、ピクサー・アニメーション・スタジオが製作した短編アニメーション映画である。1989年にSIGGRAPHで初めて公開され、後に再編集の上で2003年に『ファインディング・ニモ』の同時上映作品として一般公開された。

## ストーリー
スノードームの中にいる雪だるまの人形・ニックは、外にいるオモチャたちの仲間入りをしようと、スノードームから出ようとするが、どの作戦もうまくいかない。そして、やっと外に出られたと思ったら…またスノードームに逆戻りするという彼の奮闘が描かれたストーリー。

## トリビア
- 『トイ・ストーリー2』では、ハムが玩具店『アルのトイバーン』のCMを探しながら高速でテレビチャンネルを変えている際、テレビに一瞬だけ映る。
- 『トイ・ストーリー 謎の恐竜ワールド』では、ボニーの玩具として登場している。